# بيوتيفول
بيوتيفول فيلم درامي رومنسي، مكسيكسي إسباني، من إخراج أليخاندرو غونزاليز إيناريتو وبطولة خافيير باردم وماريل باريز يتناول الفيلم قصة بائع المخدرات السابق "أوكسبال"، والذي يناضل للحفاظ على توازنه النفسي والعقلي لتربية طفليه وتصفية حساباته مع الماضي على الرغم من إصابته بسرطان من النوع القاتل.

## الجوائز

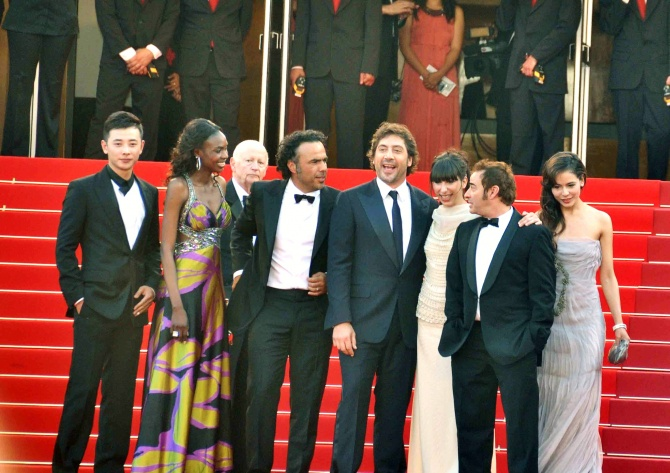
Cast and crew at the 2010 Cannes Film Festival.

| Award                                                  | Date of ceremony | Category                                                            | Recipient(s)                                                                  | Result |
| ------------------------------------------------------ | ---------------- | ------------------------------------------------------------------- | ----------------------------------------------------------------------------- | ------ |
| حفل توزيع جوائز الأوسكار الثالث والثمانون              | 27 February 2011 | جائزة الأوسكار لأفضل ممثل                                           | خافيير باردم                                                                  | رُشِّح    |
| حفل توزيع جوائز الأوسكار الثالث والثمانون              | 27 February 2011 | Best Foreign Language Film ‏                                         | المكسيك                                                                       | رُشِّح    |
| British Academy Film Awards                            | 13 February 2011 | جائزة البافتا لأفضل ممثل في دور رئيسي                               | Javier Bardem                                                                 | رُشِّح    |
| British Academy Film Awards                            | 13 February 2011 | جائزة الأكاديمية البريطانية للأفلام لأفضل فيلم بلغة غير الإنجليزية ‏ |                                                                               | رُشِّح    |
| Goya Awards ‏                                           | 13 February 2011 | جائزة جويا لأفضل ممثل ‏                                              | Javier Bardem                                                                 | فوز    |
| Goya Awards ‏                                           | 13 February 2011 | Best Supporting Actor ‏                                              | إدوارد فرنانديز                                                               | رُشِّح    |
| Goya Awards ‏                                           | 13 February 2011 | جائزة جويا لأفضل ممثلة مساعدة ‏                                      | Ana Wagener                                                                   | رُشِّح    |
| Goya Awards ‏                                           | 13 February 2011 | Best Original Screenplay                                            | أليخاندرو غونزاليز إيناريتو، أرماندو بو (كاتب سيناريو), and Nicolás Giacobone | رُشِّح    |
| Goya Awards ‏                                           | 13 February 2011 | Best Cinematography ‏                                                | رودريجو برييتو                                                                | رُشِّح    |
| Goya Awards ‏                                           | 13 February 2011 | Best Editing                                                        | ستيفن ميريون                                                                  | رُشِّح    |
| Goya Awards ‏                                           | 13 February 2011 | Best Art Direction                                                  | بريجيت بروك                                                                   | رُشِّح    |
| Goya Awards ‏                                           | 13 February 2011 | Best Original Score                                                 | غوستافو سانتوللا                                                              | رُشِّح    |
| Denver Film Critics Society                            | 28 January 2011  | Best Foreign Language Film                                          |                                                                               | رُشِّح    |
| حفل توزيع جوائز الغولدن غلوب الثامن والستون            | 16 January 2011  | جائزة غولدن غلوب لأفضل فيلم بلغة أجنبية                             |                                                                               | رُشِّح    |
| Phoenix Film Critics Society Awards                    | 28 December 2010 | Best Foreign Language Film                                          |                                                                               | فوز    |
| Utah Film Critics Association Awards                   | 23 December 2010 | Best Foreign Language Film                                          |                                                                               | رُشِّح    |
| Chicago Film Critics Association Awards ‏               | 20 December 2010 | Best Foreign Language Film                                          |                                                                               | رُشِّح    |
| St. Louis Gateway Film Critics Association Awards ‏     | 20 December 2010 | Best Actor                                                          | Javier Bardem                                                                 | رُشِّح    |
| St. Louis Gateway Film Critics Association Awards ‏     | 20 December 2010 | Best Foreign Language Film                                          |                                                                               | رُشِّح    |
| St. Louis Gateway Film Critics Association Awards ‏     | 20 December 2010 | Best Original Screenplay                                            | Alejandro González Iñárritu, Armando Bó, Jr., and Nicolás Giacobone           | رُشِّح    |
| Satellite Awards                                       | 19 December 2010 | جائزة ساتالايت لأفضل ممثل وفيلم ‏                                    | Javier Bardem                                                                 | رُشِّح    |
| Satellite Awards                                       | 19 December 2010 | جائزة ساتيلايت لأفضل فيلم بلغة أجنبية ‏                              |                                                                               | رُشِّح    |
| Satellite Awards                                       | 19 December 2010 | جائزة ساتالايت لأفضل سيناريو أصلي ‏                                  | Alejandro González Iñárritu, Armando Bó, Jr., and Nicolás Giacobone           | رُشِّح    |
| Houston Film Critics Society Awards ‏                   | 18 December 2010 | Best Foreign Language Film                                          |                                                                               | رُشِّح    |
| Dallas–Fort Worth Film Critics Association Awards ‏     | 17 December 2010 | Best Foreign Language Film                                          |                                                                               | فوز    |
| Las Vegas Film Critics Society Awards                  | 16 December 2010 | Best Foreign Language Film                                          |                                                                               | رُشِّح    |
| San Diego Film Critics Society Awards ‏                 | 14 December 2010 | Best Foreign Language Film ‏                                         |                                                                               | رُشِّح    |
| Critics' Choice Award ‏                                 | 14 December 2010 | Best Foreign Language Film                                          |                                                                               | رُشِّح    |
| Southeastern Film Critics Association Awards           | 13 December 2010 | Best Foreign Language Film                                          |                                                                               | رُشِّح    |
| Indiana Film Critics Association                       | 12 December 2010 | Best Foreign Language Film                                          |                                                                               | رُشِّح    |
| Washington D. C. Area Film Critics Association Awards ‏ | 6 December 2010  | Best Foreign Language Film                                          |                                                                               | فوز    |
| مهرجان كان السينمائي 2010                              | 23 May 2010      | جائزة أفضل ممثل (مهرجان كان)                                        | Javier Bardem                                                                 | فوز    |
| مهرجان كان السينمائي 2010                              | 23 May 2010      | السعفة الذهبية                                                      |                                                                               | رُشِّح    |

## وصلات خارجية
- الموقع الرسمي
- بيوتيفول على موقع IMDb (الإنجليزية)
- بيوتيفول على موقع ميتاكريتيك (الإنجليزية)
- بيوتيفول على موقع الموسوعة البريطانية (الإنجليزية)
- بيوتيفول على موقع روتن توميتوز (الإنجليزية)
- بيوتيفول على موقع نتفليكس (الإنجليزية)
- بيوتيفول على موقع قاعدة بيانات الأفلام العربية
- بيوتيفول على موقع ألو سيني (الفرنسية)
- بيوتيفول على موقع Turner Classic Movies (الإنجليزية)
- بيوتيفول على موقع أول موفي (الإنجليزية)
- بيوتيفول على موقع بوكس أوفيس موجو (الإنجليزية)